# 香港科技大學
香港科技大學（英語：The Hong Kong University of Science and Technology），簡稱科大、港科大、香港科大、UST，是香港的一所公立研究型大學，位於香港新界西貢區大埔仔。香港科大是香港頂尖的大學之一。香港科技大學創立於1991年，是香港第三所獲得大學名銜的學府。建校僅三十多年，香港科大現已成為亞洲以至全球領先的研究學府之一，被認為是世界上發展最快的大學之一。香港科大的論文獲空中巴士、華為等多個單位徵引。香港科技大學為香港首間研究型大學，因產出「DJI大彊無人機」而聞名。

## 大學辨識
香港科技大學的辨識主要有二，分別為「香港科技大學校徽」及大學象徵「紅鳥」。香港科技大學雖在英屬香港時期創立，惟歷史較香港大學及香港中文大學短，故此沒有由英國倫敦的英國紋章院（College of Arms）授予的完整紋章（英語：Coat of Arms）。紋章是一種與校徽有關的特有設計，可用作大學辨識之用，如香港中文大學紋章。但香港科技大學有代表大學權力的「大學權杖」，如香港中文大學的「大學權杖」一樣，惟大多只會在畢業典禮出現。

### 大學名稱
香港科技大學於1987年1月正式命名。時任聖保羅書院校長夏永豪等人提出之「香港科技大學」從百多個命名建議中脫穎而出，成為此大學的名稱。香港科技大學一名雖能突出科大對科學與工程技術的重視，惟字面上忽略科大之商學、社會研究和人文等學科，因而被部分學生所詬病。

### 校徽及象徵

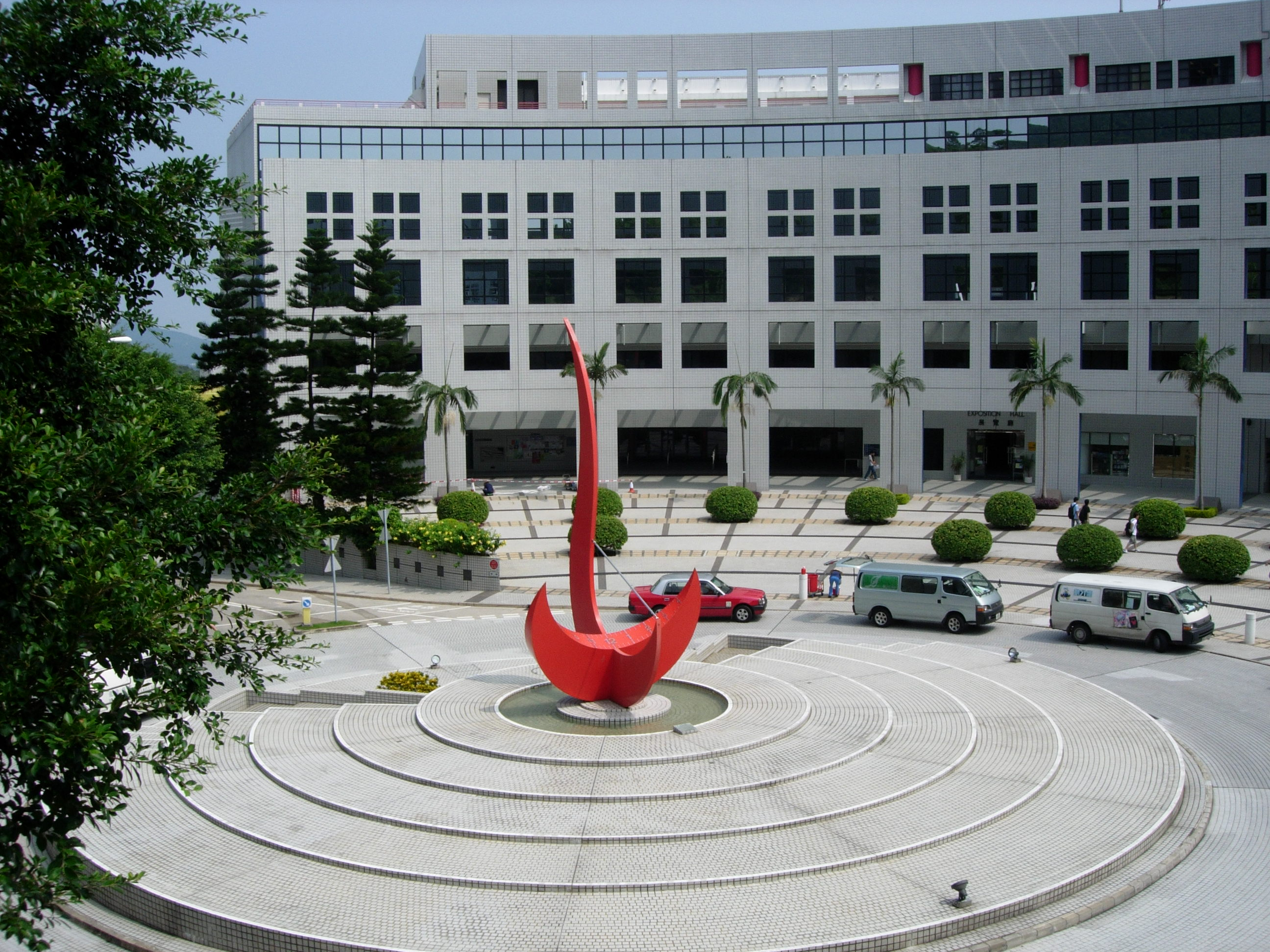
香港科技大學的地標「紅鳥」──位於廣場正中央的日晷

「香港科技大學校徽」是大學的正式代表圖案，而象徵「紅鳥」並非代表大學的正式圖案，惟「紅鳥」在校園內亦被廣泛使用。
校徽
香港科技大學的校徽構圖簡潔、只含藍金二色，貫徹科大追尋樸實的文化一貫作風。香港科技大學在殖民地時期創校時已設有校徽，惟因歷史較短及創校時接近香港主權移交，校徽沒有如香港大學校徽和香港中文大學校徽般擁有英國大學一貫校徽風格（使用紋章之盾牌）或受其影響。科大的校徽蘊含着多個象徵意義：最頂端的金色圓形圖案代表學人的智慧，其金光映照代表香港的湛藍大海。圖案下面平放着一本打開了的書本，標誌着對知識的探索和追求。在一雙支持着這部書的胳臂中間，有一個象徵科學研究的燒瓶（flask）。它亦可以被看成傳送訊息的發射站，並作為工程學及技術發展（或通訊及管理）的表徵。全個校徽整合起來則隱隱然是一位學者的半身像。鮮為人知的是，校徽暗藏著三個希臘字母，分別為 Upsilon、Psi 及 Tau，它們可以分別被翻譯為英文的「U」、「S」和「T」，合起來即香港科技大學的英文縮寫。
象徵
科大的接近北門的入口廣場（Piazza）的迴旋處中央豎立了一件名為「紅鳥」的日晷藝術品，部分科大學生因其特殊的外貌而戲稱其為「火雞」。「紅鳥」在科大不同的出版刊物中出現，漸漸成為了科大的象徵，比科大的校徽更廣為香港人所熟悉。「紅鳥」亦在學生會、學生會屬下組織和大學屬下組織的徽號中出現。

### 校訓
香港科技大學是香港唯一成立至今仍沒有正式校訓的大學，因此備受部份學生批評。由於校內設有多部升降機，而升降機旁均設有「上一層、落兩層，請使用樓梯」的牌，故有學生戲言此出現率很高的標語為校訓。另有學生認為曾漆於青蛙路的「希望在於人民 改變始於抗爭」十二大字廣為人所熟識，應成為科大之校訓。亦有指「求進、求新、創未來」是科大的校訓，但此並未得到學校的正式確認，且部分同學認為這不符合一般校訓的格式，亦即簡潔的中文校訓配合拉丁文校訓。

### 校歌
香港科大於2023年3月推出建校以來首支校歌。校歌於2022年11月開始向大學成員及公眾人士徵集。由指揮家葉詠詩等專業音樂人及大學成員組成的評審委員會，最後選出由香港科大、港科大（廣州）助理教授袁卓爾創作的樂譜、準新生賈憲章撰寫的普通話歌詞，同時由大學的歌詞小組撰寫英語和粵語版本的歌詞。該校歌將同時用於科大香港校園及港科大（廣州）。

## 體制及架構
香港科技大學於1991年根據香港法例第1141章《香港科技大學條例》（The Hong Kong University of Science and Technology Ordinance）成立，為大學教育資助委員會資助大學之一。與香港其他公立大學一樣，回歸前的香港總督和回歸後的行政長官為大學之必然校監。
香港科技大學的三大管治機構分別為校董會、教務委員會和仲裁委員會。
- 校董會（Council）：是香港科技大學的最高行政機關，負責履行《香港科技大學條例》所規定的大學權利及職責。其由27名成員組成，成員分別為大學行政人員、校友會主席、被選之教職員、一名全日制學生，及14名非大學人員。[15]
- 教務委員會（Senate）：是香港科技大學的最高學術機關，負責制定及審視學校的教學政策。此會主要由教職員組成，但亦包括學生會主席、被選之本科生代表及研究生代表。[16]根據《香港科技大學條例》，大學設有教務委員會，教務委員會是大學的最高教務機構，它須視乎校董會是否有提供撥款而——

（a）策劃、發展與檢討學術課程；
（b）指示與規管大學內進行的教學和研究工作；
（c）規管各認可課程取錄學生及該等學生上課的事宜；及
（d）規管大學的學位及其他學術名銜的考試。
- 仲裁委員會（Court）：是香港科技大學的最高訟裁機關，負責傳達學校的意願及籌款。[16]

## 校史

### 歷任校長
| 任 | 肖像 | 校長        | 上任            | 卸任            | 備註                               |
| -- | ---- | ----------- | --------------- | --------------- | ---------------------------------- |
| 1  |      | 吳家瑋 教授 | 1988年 9月      | 2001年 6月30日  | 請辭退休                           |
| 2  |      | 朱經武 教授 | 2001年 7月1日   | 2009年 8月31日  | [ 17 ]                             |
| 3  |      | 陳繁昌 教授 | 2009年 9月1日   | 2018年 8月31日  | 轉任阿卜杜拉國王科技大學校長而請辭 |
| 4  |      | 史 維 教授  | 2018年 9月1日   | 2022年 10月18日 | 于2021年11月辞职                   |
| 5  |      | 葉玉如 教授 | 2022年 10月19日 |                 | 前副校長（研究及發展）             |

### 創校歷程

#### 1980年代：籌辦

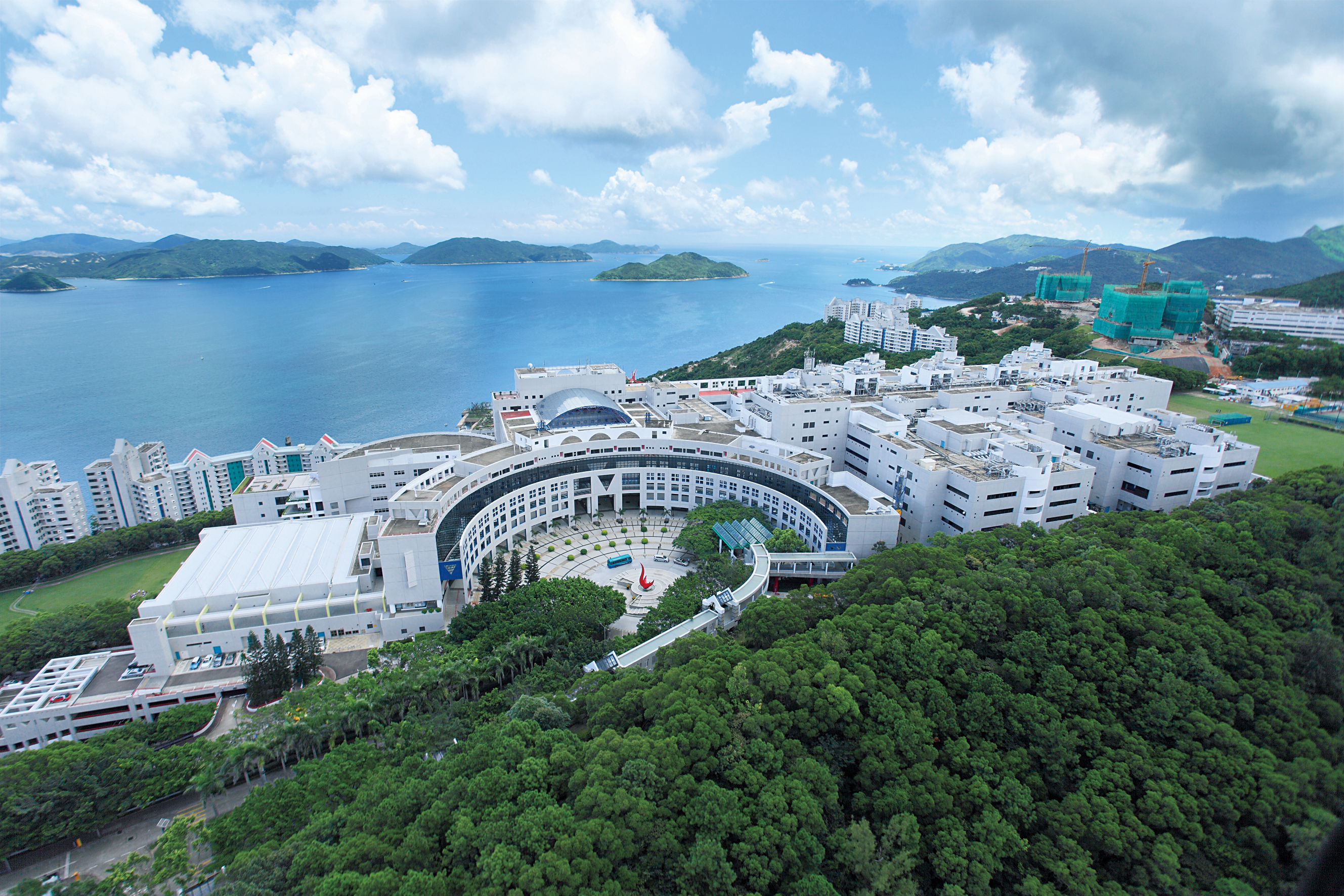
香港科技大學全貌（2011年）

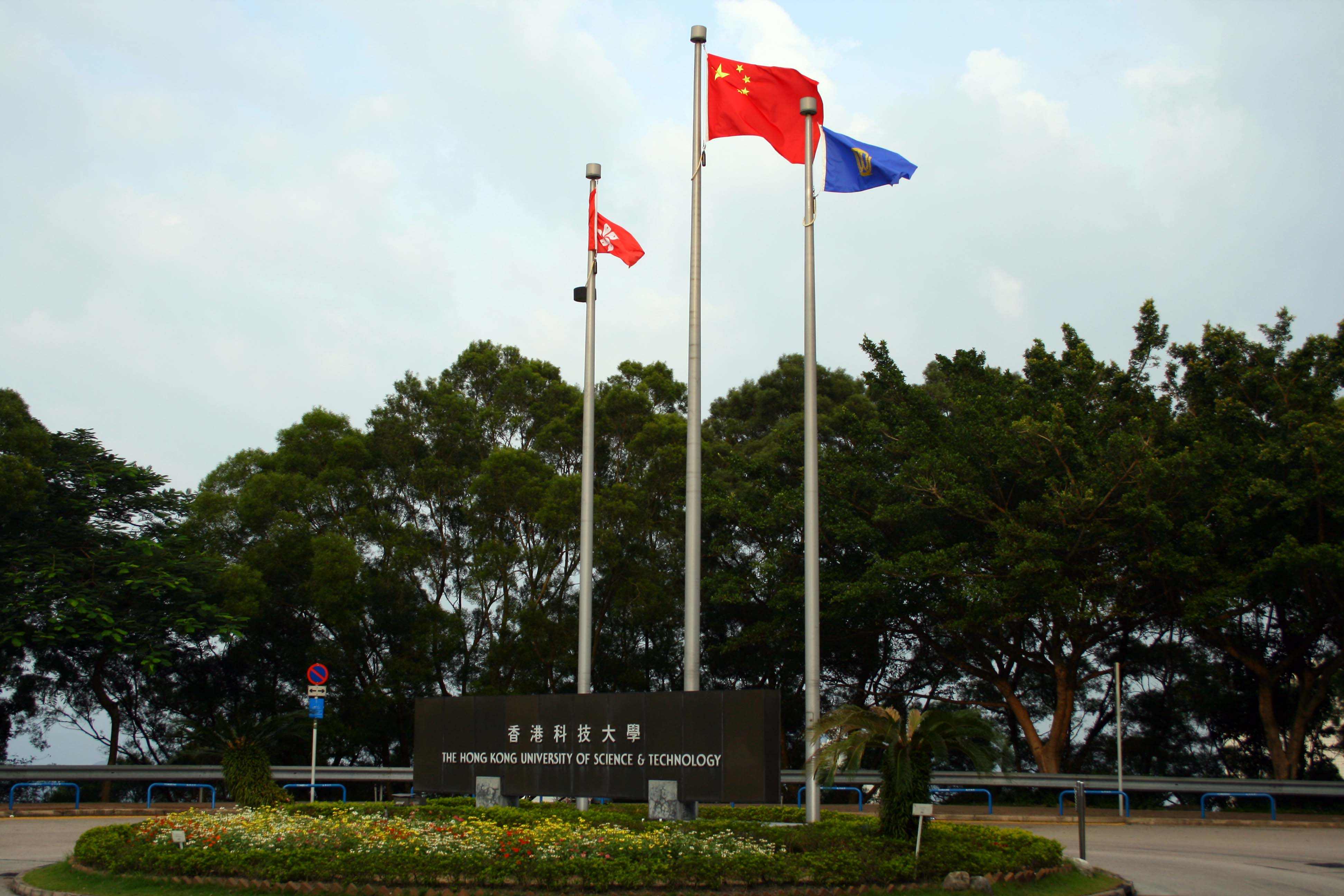
位於清水灣大學道香港科技大學正門的迴旋處

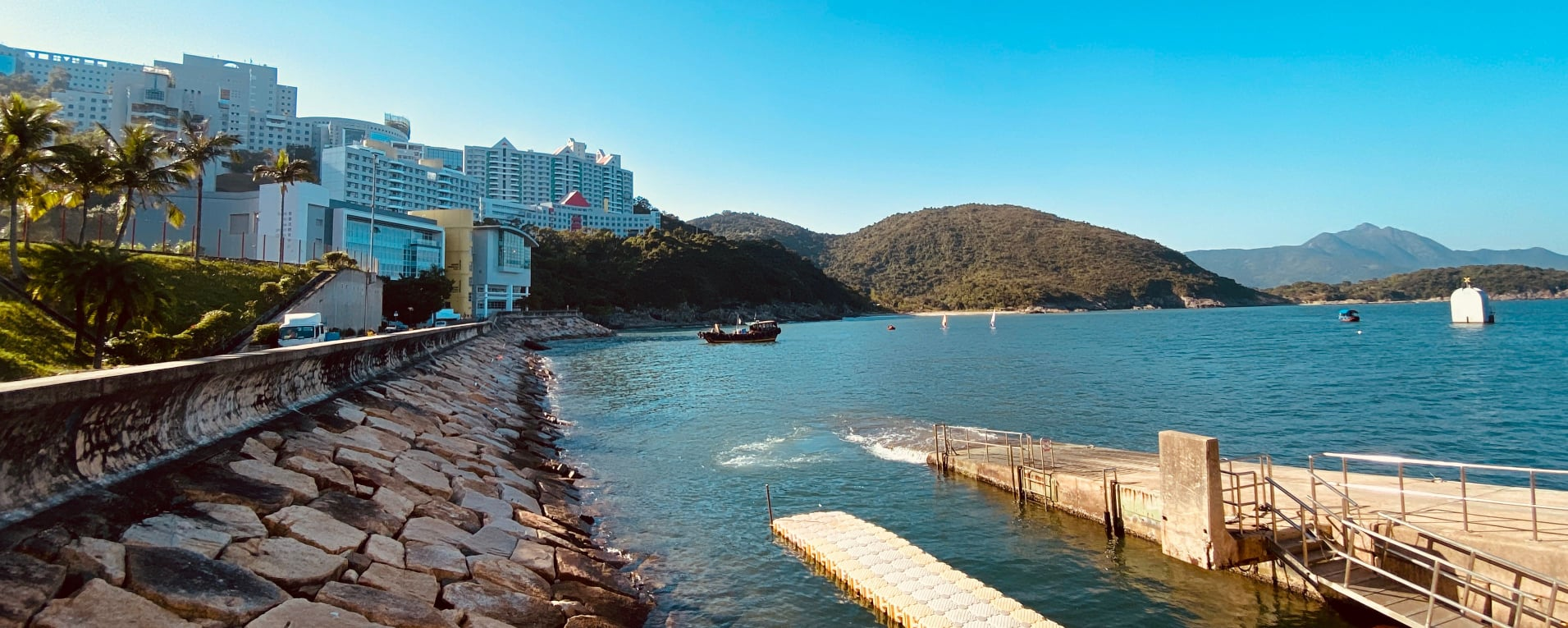
香港科技大學的一段海濱長廊

1980年代香港已經進入經濟轉接期，香港政府預計香港經濟會轉型為以商業為主，而工商業要求有更多的畢業大學生配合。香港政府於1982年宣布把大學學位直至1988年的增長率定為每年百分之4，但當時香港社會有意見認為仍是過低，同時為應付1988年以後的大學學位需求，所以當時香港政府開始探討設立第三間大學的可行性。1984年，《中英聯合聲明》簽署，確認英國將於1997年將香港主權移交予中華人民共和國，而當時的英軍已分批撤走，部份軍營也因此而空置。教育統籌司韓達誠於1984年11月指出政府計劃把1989年至1990年的適齡中學畢業生的大學升學率增加至百分之8，同時已經找到數個合適的選址可供設立第三間大學，但籌辦第三間大學的正式計劃尚未落實。1985年10月，香港總督尤德在施政報告中宣布香港將興建第三間大學。1986年7月，香港政府設立籌備委員會籌設香港第三間大學，由於當時新大學尚未命名，故暫名為「第三間大學籌備委員會」。1987年1月，第三間大學正式名為「香港科技大學」，以突顯新大學是配合香港工商業發展的需要。當時香港政府有數個可供興建新大學的選址，包括屯門嶺南大學現址（屯門羈留中心）、馬鞍山白石羈留中心、上水清河邨現址及清水灣高希馬軍營工地，其中前二者分別為使用中及擬建的船民禁閉營，最終選擇在新界清水灣半島北部大埔仔已完成明山爆破工程，但告爛尾的「高希馬軍營」（Kohima Barracks）工地（對面嶺）興建香港科技大學。新大學的選址在動工前，香港童軍總會更特意在該處舉辦一個大型露營「香港鑽禧大露營」。及後，政府亦宣佈根據《收回土地條例》收回鄰近部分電視城古裝街20公頃土地作第三間大學校園，使面積由40公頃增至60公頃。

#### 1980年代：興建
1988年9月，時任三藩市州立大學吳家瑋教授獲委任為創校校長，臨時辦公室於尖沙咀啟用，直至校舍興建完成。
香港科技大學尚在興建中，期間香港通貨膨脹的情況相當嚴重，香港賽馬會善信託基金亦沒有將成本控制好，只以校舍設計為首要考慮，所以出現嚴重超支，由1988年估算19億升至1990年的35億港元，備受各方指責，高昂的建築開支受到當時香港立法局議員的質疑，由於大學設備的先進及奢華，因而被輿論批評為「勞斯萊斯大學」，這些批評一直持續了數年。
另一方面，雖然科技大學於興建前曾舉辦過設計比賽（黎錦超、關善明及嚴迅奇為第二階段三位參賽者），但最終沒有使用第一名（香港建築教育學者黎錦超教授）的設計，而是選用第二名（關善明建築師事務所）的建築設計（唯此設計最終在1999年UIA第二十屆世界建築師大會中，獲得藝術成就獎，是香港唯一獲UIA獎項之建築項目）。

#### 1990年代：校園落成
香港科技大學校園第一期和第二期分別於1991年和1993年落成。第一期包括現時賽馬會大堂、實驗室樓、吳家瑋學術廊、第一堂至第四堂等部分；第二期為現時羅桂祥樓、盧家聰大學中心等部分。
其後，香港賽馬會及香港政府的撥款並未能夠完成第三期（於2008年因應三三四學制推展而重啟，由澳洲Woods Bagot事務所-劉榮廣伍振民建築師事務所聯營，以及呂元祥建築師事務所設計），所以吳家瑋校長不斷籌款以興建其餘未落成的部份。
現時學術大樓的擴建部分（香港賽馬會創新科技中心）率先落成，起後位於其南方的鄭裕彤樓亦於2008年落成。

#### 2000年後：校園擴展

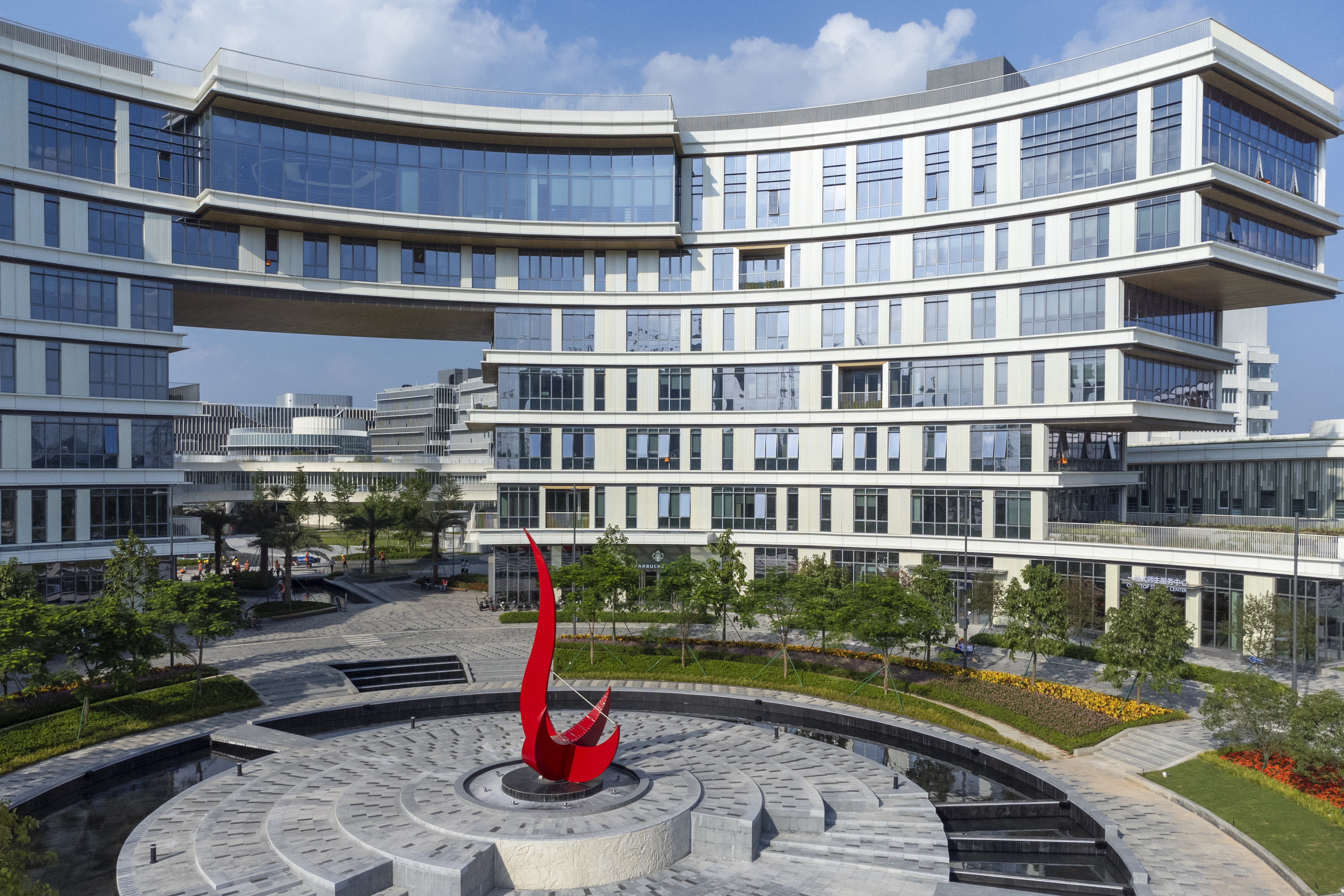
科大（广州）行政楼

2000年代開始學校在校園內興建不同的建築物，五座新的本科生舍堂相繼落成、鄭裕彤樓亦於2008年落成啟用。2007年，李兆基捐款港幣四億元予香港科技大學作發展原電視城古裝街範圍的新校園，以配合大學轉為四年學制。李兆基校園在2013年落成啟用，佔地約10公頃，包括其中的三棟建築物：樓高7層的李兆基商業大樓、樓高5層的香港賽馬會高等研究院盧家聰薈萃樓及李達三葉耀珍伉儷李本俊會議大樓。
2018年，科大校長史維公佈在廣深港高速鐵路廣深段慶盛站旁設立分校。2019年9月，香港科技大学（广州）正式動工，科大同年亦在香港清水灣本校啟动廣州校區先導計劃，先行招收106名研究生。2022年6月，科大（廣州）正式獲批成立，並於同年9月開學

#### 未來發展
香港科技大學正在興建及計劃興建多棟建築物。包括計劃興建「李家誠創科大樓」及位於李兆基校園附近的三棟本科生學生舍堂。預計可增加逾4000個舍堂位置。
2023年10月，香港科技大學計劃建立香港第三間醫學院（另外兩間分別是港大及中大），並向政府遞交了計劃書成立一間研究型醫學院，將在一塊超過12公頃新土地興建醫學院，首階段兩、三年後招收50名醫學生，長遠目標每年可培養200名醫科生。
2024年10月，計劃2026年落成樓高8層的「高性能數據中心」，配合人工智能及高效大數據分析研究的算力需求。

## 學術部門
香港科技大學現時設有四所學術學院、一個跨學科課程事務處和兩個研究院，涉及科學、工程、商業教育、人文和社會科學等不同範疇。除此之外，科大還在廣東省設有多個研究機構，而位於廣州市的香港科技大學（廣州）亦於2022年9月開學。香港科大共有43+個主修課程及25個副修課程，範圍涵蓋理學、工程、工商管理、人文社會科學，以及跨學科範疇。

### 工商管理學院
科大商學院是一間年輕而極強的商學院，不論是本科生課程或是碩士課程都多次擊敗其他世界知名商學院（如：紐約大學商學院、芝加哥大學商學院的課程、清華大學商學院、北大商學院等)。學生就業能力十分強勁，多次奪得大中華強第一至三名，甚至曾經講成為全球「十大」大學畢業生就業能力最強的大學，受到廣泛國際和本地顧主讚同及尊重。值得一提的是，在2022年全球經濟欠佳和倒退的年份，科大商學院仍然有超過70%學生獲得兩份或更多聘書，以及超過70%學生在畢業前以獲聘用。聘用最多科大商學院學生的機構不乏世界知名企業，包括摩根大通，滙豐銀行，高盛等等。而科大商學院中最強勁的學科包括金融系，經濟系，以及資訊科技系，這些學系的本科生及研究生都屬全球頂尖商學院學生。科大商學院的本科生課程以前以「環球商業管理」(Global Business)為最高人工，但近年有被金融系下的量化金融課程追過的勢頭。目前，科大商學院四個最高人工的本科生課程分別為「風險管理及商業智能學」（RMBI)、「量化金融」(QFIN)、「環球商業管理」(Global Business)，以及「經濟及金融學」(ECOF)。時至今日，科大商學院已經成為Bloomberg 2023-2024「亞洲第一」商學院。
科大商學院在CEOWORLD 2024 世界商學院排名第44位，亞洲第二。

## 學術泛論

### 研究
「本科生研究計劃」（Undergraduate Research Opportunities Programme，UROP）是香港科大於2005年創立的一個特別計劃，旨在培養本科生對研究的興趣。參與計劃的本科生會在教授的指導下，進行研究活動。在這計劃下，本科生須與教授訂立研究範疇，並在計劃完結時提交學術報告。計劃一般為期三至四個月。2009年，共有250多名本科生完成計劃，參加計劃的教授約九十名。參加計劃的學生近年迅速上升，由最初2005年的70多位增加至現在的250多位，造就了很多本科生與教授共同研究的機會。
香港科大於2010年有30多位學生獲得全獎學金往世界頂級大學攻讀博士課程。他們來自不同背景，但都參加了香港科大的本科生研究計劃，並從中得到啟發和動力。
UROP自2012年起夥拍麻省理工學院、劍橋大學、東京工業大學及歐洲核子研究組織推出「國際本科生研究計劃」(IROP)，讓本科生嘗試於不同環境及文化下進行研究。
2024年香港政府為釋放本港的大學科研成果轉化和商品化潛力，促進政府、業界、大學及科研界的合作，於去年宣布推出「產學研1+計劃」。香港科技大學在首輪24項目中香港科技大學佔5個位列全港第二, 反映香港科技大學研究能力在表現出眾。

### 學術機構
學術學院方面，目前8所成員為：理學院、工學院、商學院及人文社會科學學院，跨學科學院, 香港科技大學賽馬會高等研究院, 公共政策研究院, 以及廣州南沙霍英東研究院 。跨學科學院提供課程範疇涵蓋不同學院的本科生及研究生課程。除了四所學術學院外，香港科技大學還設有賽馬會高等研究院及公共政策研究院，提供多項修課式及研究式碩士及博士課程。此外，香港科大還在廣州南沙設有廣州市香港科大霍英東研究院，深圳設有香港科技大學深港協同創新研究院、香港科技大學深圳研究院。

## 排名
香港科技大學的研究能力在亞洲區表現出眾，在2018年的QS亞洲大學排名名列第三位，在香港7間打入排名的大學中，香港科大更是排名最高的本地大學。香港科大雖然於1991年成立，建校歷史遠不及香港多間已有半世紀的大學，但香港科技大學因為路向清晰，以成為全球頂尖研究型大學為目標，積極招聘優秀國際研究人員，添置先進研究設備，同時透過世界各地的夥伴關係建立研究基地，所以香港科大雖然是年輕大學，但具備高水平的研究能力。

## 校園文化

### 社會運動
2014年雨傘革命起，代表一部分學生的科大學生會開始非常關注政治，並不時發表聲明表達意見。2019年反送中運動中，科大學生會更為人熟悉，並在香港政治上有一定程度的參與。科大學生亦有自發參與各種表達渠道，如在校園不同地方張貼連儂牆和橫幅。

#### 社會運動地址
科大內有很多富有特色的地點，包括支持社運的遺跡。
青蛙路
「青蛙路」連接科大北門巴士站和入口廣場。2014年雨傘革命期間，科大學生於「青蛙路」漆上「希望在於人民 改變始於抗爭」十二大字於地磚上。2015年4月，科大校方曾經欲除去有關字樣，數名科大同學前來阻止有關行動。有關工程其後暫時停工，學生會指若校方仍堅持要清除有關標語，必會將雨傘運動的理念於校園各處散播。及後，科大學生會不時發起為十二大字補漆的行動。
2021年9月，十二大字被校方以「例行大清洗」為由清除。
大字報牆
「大字報牆」位於大學內學術大樓之LG1層。與其他大學不同，科技大學並沒有「民主牆」，此牆則為代替「民主牆」、讓學生發聲之渠道，專為科技大學成員使用。此牆常被貼上不同的大字標語，為學生或其他團體爭取權益，如政治參與、校方制度透明度與反對恐怖主義、反對學生組織極權等。學生會及不同科大學生經常會在此牆貼上不同的大字、文章和便利貼，亦有不同學生在牆上發起簽名運動，主要表達對政府、校方和學生會的意見。2019年7月，「大字報牆」上出現不少便利貼，不少學生在便利貼上寫上對政府的訴求，亦有「科大連儂牆」的字樣出現，相信學生在「大字報牆」上呼應全港各區「連儂牆」運動乃是表達對政府的不滿。牆上內容與校外坑口港鐵站連儂牆內容有許多重合，曾引發大學成員對於學生會對於大字報牆管理的質疑。牆上的不同意見被撕去的事件亦時有發生。
香港賽馬會大堂
香港賽馬會大堂乃為處科大的核心地帶，學生出入都經常經過此地，故此成為學生表達意見的主要地方。2019年6月至7月，科大學生會多次將宣傳大字橫幅懸掛於香港賽馬會大堂內，以表達對政府的不滿和相關訴求。2019年7月4日，科大學生會發表公開聲明，表示拒絕與時任行政長官林鄭月娥閉門會晤，並提出使用香港賽馬會大堂舉行公開論壇，讓社會各界發表意見。

### 學習風氣
科技大學的學習風氣濃厚，李兆基圖書館是學生們溫習的主要地方。學生對於學習非常重視，故香港科技大學吸引世界各地的學子前來入學。於每個學期（semester/term）中，不難看到李兆基圖書館內有很多學生溫習。學校曾經把李兆基圖書館擴建，故現可容納更多的學生和讀物。學校內亦有其他的溫習地方，如位於學術大樓四樓的 IPO Common Room A、位於吳家瑋學術廊一樓的SCI/HOME、位於香港賽馬會創新科技中心二樓的E2I、位於李兆基商學大樓的李嘉倫學生啟導中心等。

### 景點傳聞及謠言
大學中經常廣為流傳不同的都市傳聞，但大多都是一些沒有科學證據的謠言、並於學生之間廣為流傳。這些地方已成為科大內學生廣為熟悉的景點。
智慧石
「智慧石」位於學術大樓和第一堂之間的連接橋，位處教學範圍與舍堂區之間的主要道路，外型呈有正方形。據聞，只要能一次跳過它就能讓成績能夠變得出類拔萃（「過三爆四」），跳不過則會因成績退步而被踢出校。該石於不同學會的節日（festival）時亦會被用作放置大型裝飾品（「大dec」），亦有不同學會會站在石上呼叫口號、宣傳學會活動。智慧石旁有一雕塑名為「母子」，其外觀全黑且形狀怪異導致流出不少的謠言，如晚上雕塑上有時候會離奇地出現一塊黑布覆蓋，有學生此等現象為「母子現形」，惟此未有任何科學根據。智慧石接近偷情小徑，途徑樓梯即可達。
天一泉
學術大樓外有一個露天的噴泉，名為「天一泉」。學生之間流傳只要在日出的時候走到噴泉裏讓水沖過身體就能達致「天人合一」。亦有指，此天一泉與香港中文大學之「天人合一」景點乃是互通，能夠以某種方法穿越，惟此未有任何科學根據。天一泉於日照時間會噴水，其鄰近學術大樓LG7層之學生飯堂，可從學生飯堂內望見。
偷情小徑
智慧石旁有一條較窄的樓梯通往一條種滿了樹的小徑，該徑內經常有情侶停留、欣賞優美的海景。據聞由於該地方比較隱蔽而且景色怡人、充滿氣氛。該處有不少的男女在晚間偷情，故而得名。偷情小徑一地較少人認識，據聞路經感覺十分心曠神怡，乃科大緊張環境的一個「綠洲」。偷情小徑的一端是圓形劇場和智慧石，另一端是盧家聰大學中心和UNI-BAR餐廳。
圓形劇場
偷情小徑和智慧石之間有一個劇場，由於該地方甚少有人使用，已荒廢多時、長滿雜草。該劇場由石塊堆成、具有特色，故已成為科大學生休憩用的一個拍照勝地。該地能眺望舍堂區和海景，且能夠容納約100人，故有指成為學術學會迎新營（O'Camp）「必到之處」。圓形劇場有小路及樓梯連接學術大樓LG1層至一樓，惟因隱蔽不為人所熟悉。
荷花池
荷花池位於何善衡堂和第四堂側，學生們大多戲稱其為「蚊池」。第四堂的學生會「嶄越」有「跳蚊池」的傳統，每逢內閣成功「上莊」都會一起跳進荷花池。據聞第四堂的宿生生日當天會被其他宿生扔進「蚊池」，屬於第四堂文化的一部分。荷花池日久失修且長期荒廢，故衛生情況差、蚊蟲為患。

### 學會傳統
科技大學學生會屬下有很多不同的學會，包括系會、文化學會、獨立學會等。這些學會每年都會定期舉辦活動、並在校內不同的位置宣傳，如香港賽馬會大堂、吳家瑋學術廊、學術大樓LG3層至LG7層等。學會候選內閣更會在二月宣傳期（Promotion Period）於香港賽馬會大堂的攤位宣傳自己的內閣，如設置不同的攤位遊戲、舉行「嗌莊」（chanting/dem-beat）、派發宣傳單張及於香港賽馬會大堂等地懸掛「旗海」，場面壯觀。

### 舍堂文化

#### 舍堂概覽

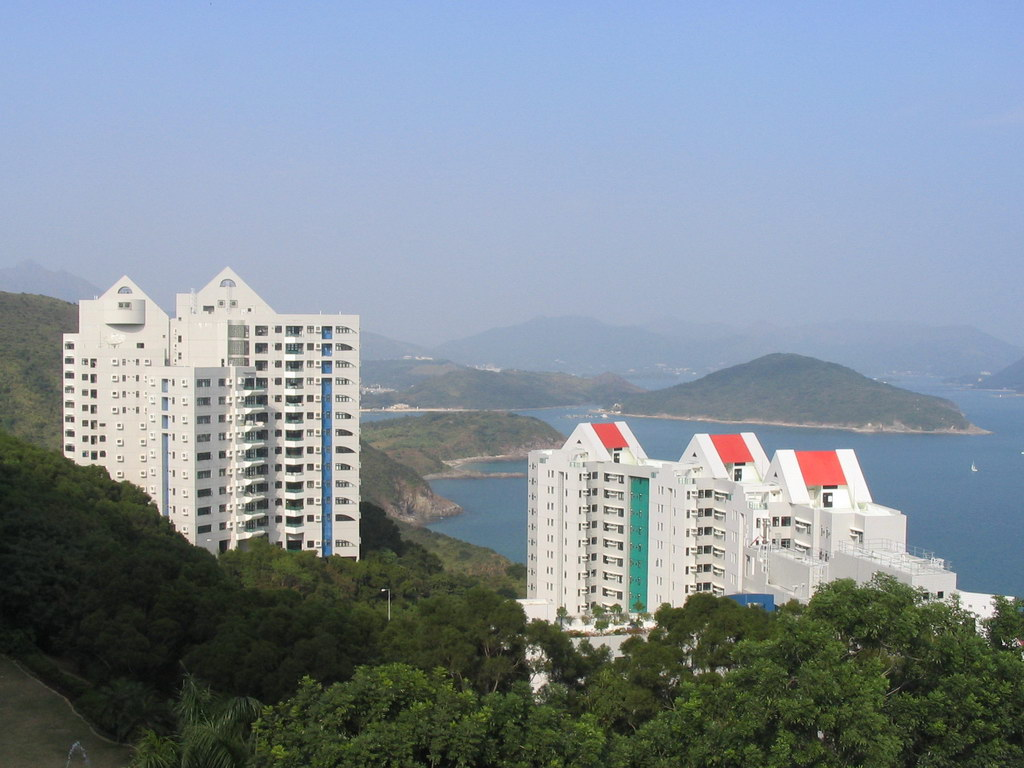
教職員宿舍（第3－7座）

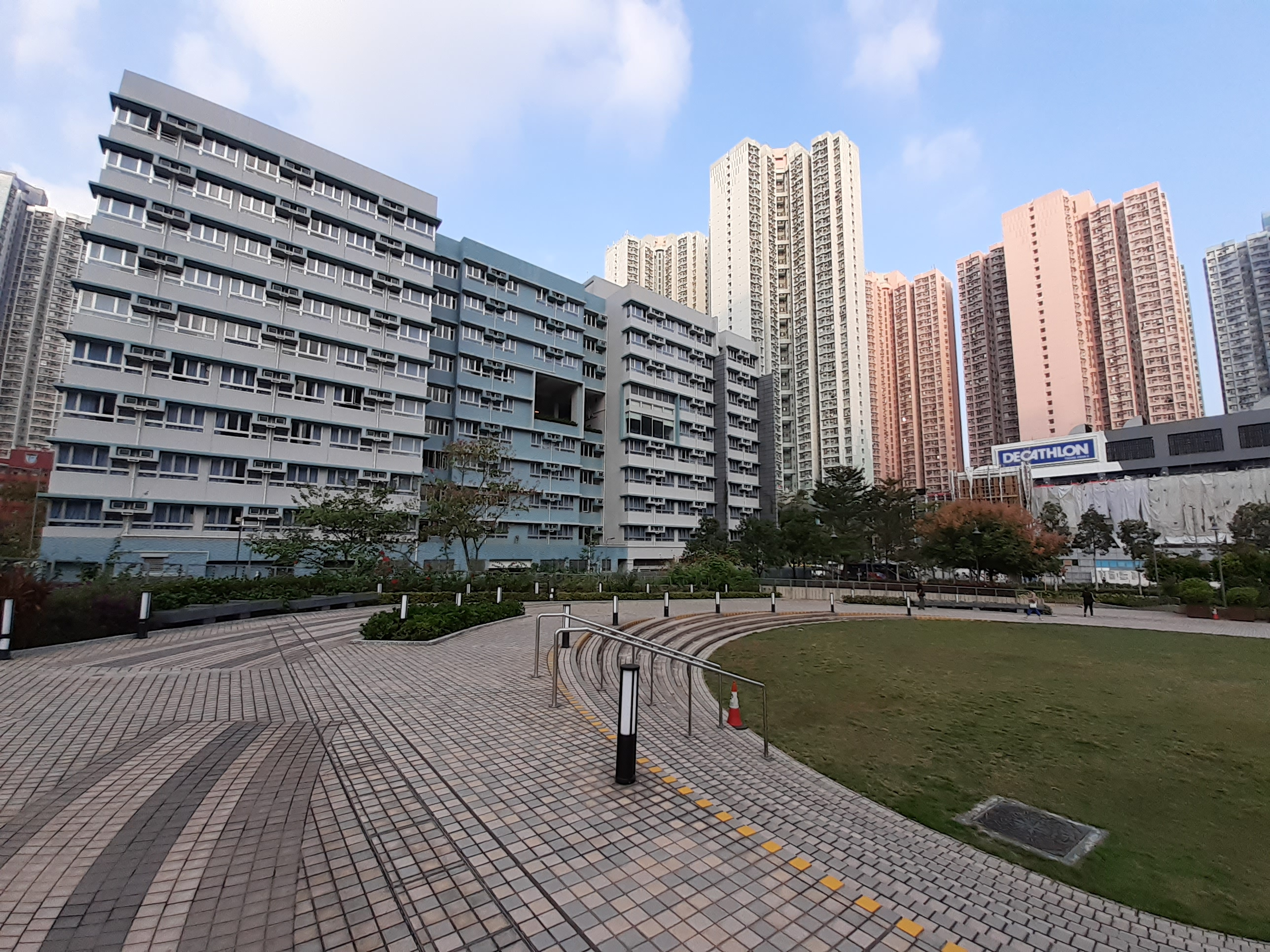
將軍澳尚德邨對面的賽馬會大樓（賽馬會堂）

科大現時設有10座舍堂供本科生作住宿之用（賽馬會大樓設於將軍澳尚德邨對面，與香港浸會大學共用，但由科大及其委託之外判管理公司全權管理），共提供3,983個宿位；另有多座研究生宿舍（張鑑泉樓 SKCC Hall）、University Apartments、教職員宿舍及訪客宿舍。此外，為了解決宿位不足的問題，大學正興建3座新學生舍堂供未來本科生作住宿之用（毗鄰南閘及李兆基校園，沿位於舊電視城古裝街校舍下方山坡而建），預料3座舍堂落成後，將額外增加約1,200個本科生宿位。
本科生宿舍以計分方式決定獲分配機會，而本地一年級新生之中約17%可獲安排一年（秋、春兩個學期）宿位，其餘學生亦保證一個學期宿位。
9座本科生舍堂中其中5座擁有各自獨立的學生會，而非宿生在繳交會費後，亦可參與相關學生會活動及享受相關福利。
科技大學每一個舍堂都有其獨立的文化，於學生之間廣為人所熟識。其中四個舍堂（第一至四堂）歷史較為悠久、建校以來已經存在，故有較傳統的文化。

#### 傳統四座舍堂及第五堂
Hall I：第一堂
第一堂位於學生宿舍一座，其宿生組織為「社一」（House One），為香港科技大學學生會屬下組織，其代表顏色為黑色。由於學生宿舍一座建築較大，故宿生是眾舍堂之中最多。第一堂的學生會有舉辦「社一節」的傳統。
Hall II：第二堂/方樹泉堂
方樹泉堂位於學生宿舍二座，其宿生組織為「翱峰」（VERTEX），為香港科技大學學生會屬下組織，其代表顏色為紅色。
Hall III：第三堂
第三堂位於學生宿舍三座，其宿生組織為「冰川」（Glacier），於1994年成立並為香港科技大學學生會屬下組織，其代表顏色為藍色。此舍堂一共有473位宿生，主要宣揚友誼、合作和其獨有的文化。第三堂的學生會有舉辦「冰川節」等傳統活動。據聞第三堂的活動內容較為豐富。
Hall IV：第四堂
第四堂位於學生宿舍四座，其宿生組織為「嶄越」（Vista），為香港科技大學學生會屬下組織，其代表顏色為綠色。第四堂位於荷花池之旁，學生大多稱其為「蚊池」。第四堂宿生會有「跳蚊池」的傳統習俗，據聞每一屆新的執行委員上任時都要跳進荷花池裏面。亦有傳聞指生日的宿生會被其他宿生扔進荷花池裏面。
Hall V：第五堂
第五堂位於學生宿舍五座，其宿生組織為「卓毅」（Endeavour），為香港科技大學學生會屬下組織，其代表顏色為黃色。學生宿舍五座前身為研究生宿舍二座，故其歷史與第一至四堂相約。第五堂內的床均為「淥架床」（Bunk Beds），房間較窄。

#### 較新六座舍堂
Hall VI：何善衡堂 S.H.Ho Hall（新堂 New Hall）
何善衡堂位於何善衡樓及賽馬會樓，其宿生組織為「眾城」（Unify），代表顏色為紫色、並不屬於香港科技大學學生會。
Hall VII：陳瑞球堂 CSK Hall
陳瑞球堂（全名為陳瑞球林滿珍伉儷樓）是唯一沒有統一學生組織的舍堂，其中學校於陳瑞球堂內推行Living Learning Communities計畫，可讓宿生之間彼此認識和了解。
Hall VIII/IX：第八堂及第九堂（相連）
第八堂及第九堂位於霍英東體育中心旁，故部分學生稱其為「霍英東堂」。其學生組織為「捌玖」（HKUST UG Halls VIII & IX Organising Team） 。此堂的代表顏色為桃紅色。由於此舍堂較遲成立，故沒有較明顯的獨特文化。此堂有較多的非本地（non-local）宿生，故活動較傾向不同文化上的交融。
賽馬會大樓（Jockey Club Hall）
於2017年落成，賽馬會大樓是第10座本科生宿舍，舍堂位於校園以外（off campus），座落於將軍澳尚德邨對面，為本科生提供512個宿位，是目前最新建立的舍堂。
賽馬會集賢樓（Jockey Club Graduate Tower）
位於李兆基商學大樓山坡對下，在2020年落成。有望為在校研究生提供更多宿位，以配合科大長遠研究發展。

## 教學設施
香港科技大學位於清水灣半島大埔仔，佔地60公頃，是全港第二大校園的高等院校。科大的設施包括教學研究設施，體育設施及宿舍等：虛擬遊覽校園（页面存档备份，存于）。科大校園設有南閘及北閘兩個校門，其中位於大學道的北閘為大學正門，連接香港賽馬會大堂，大堂外廣場上的「紅鳥」日晷形雕塑被視為科大的象徵，於校內師生間有「火雞」之名。

### 主校園

#### 學術大樓相連建築（ACAD）

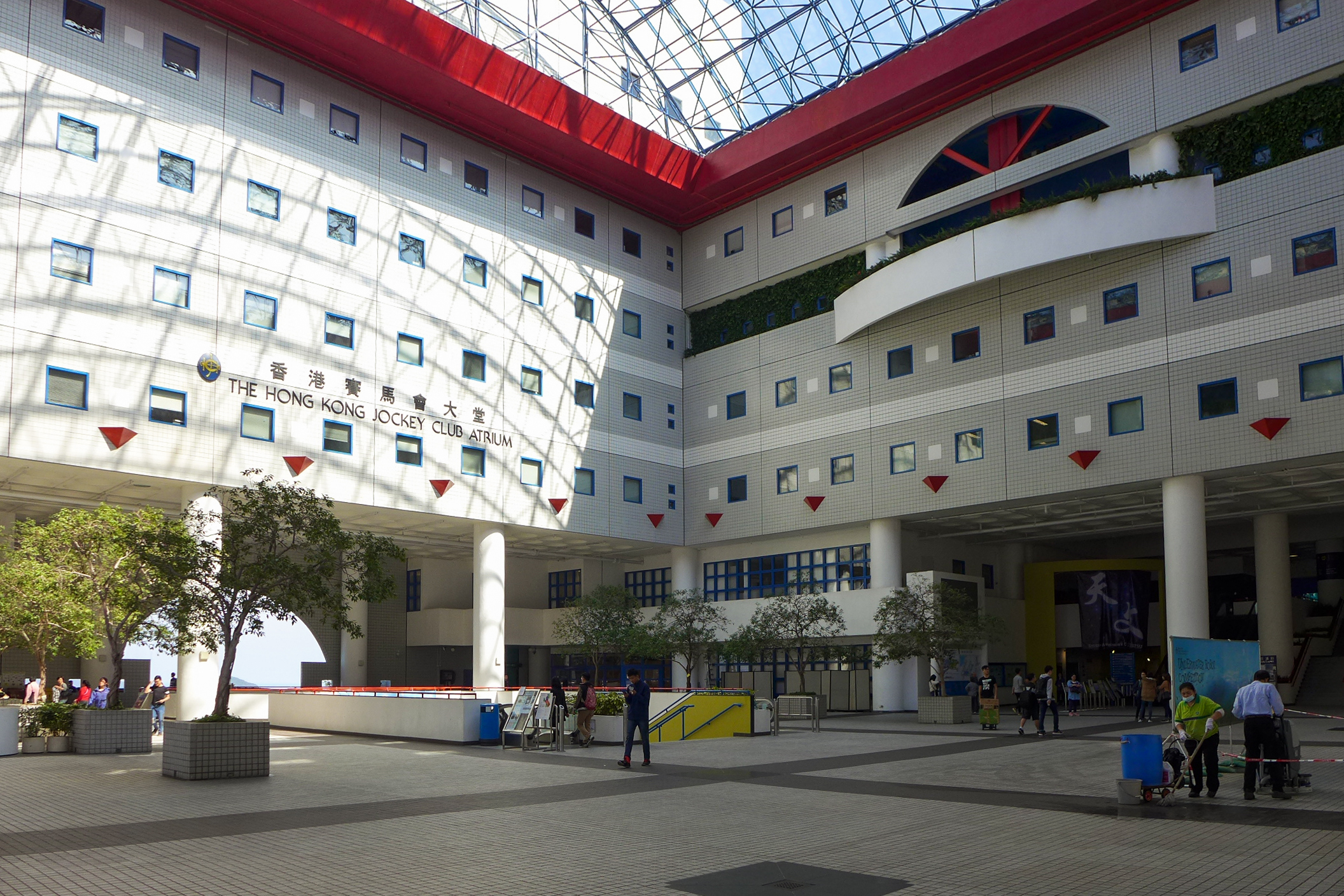
教學大樓內之香港賽馬會大堂

學術大樓包括多棟相連的大樓，「學術大樓」為相連建築結構的統稱，當中包括羅桂祥樓、正愛慈善基金翼、香港賽馬會創新科技中心、吳家瑋學術廊、實驗室樓、圖書館建築等。香港科技大學將大部分教學設施及實驗室集中在教學大樓內；此外大學設有多間研究中心及實驗所。
正愛慈善基金翼（SLCF Wing）
學術大樓的西北部分，內有何善衡體育館（S.H.Ho Sports Hall）、曾肇添展藝廳（TST Art Hall）等設施，鄰近李兆基圖書館（LSK Library）。
羅桂祥樓（LKS）
學術大樓中的兩棟實驗室大樓之一， 位於吳家瑋學術廊旁，接近賽馬會創新科技中心。由吳家瑋學術廊前往，可在張安德講堂後方進入。由賽馬會創新科技中心前往，則需經過蒙民偉納米科技研究中心。羅桂祥樓內設有3部升降機，可乘搭22-24號升降機前往各層。三樓以上主要為工學院的實驗室。
吳家瑋學術廊（C.W. Woo Conc.）
吳家瑋學術廊為於學術大樓、實驗室樓、羅桂祥樓和賽馬會創新科技中心的中間。吳家瑋學術廊由一樓有蓋行人軸及地庫機電共同溝貫穿，是全港首幢採納共同溝設計概念的建築物。吳家瑋學術廊共設有五個演講廳，分別為花旗集團演講廳、林護演講廳、夏利萊博士及夫人演講廳、利榮達演講廳和張安德講堂。吳家瑋學術廊內亦設有一間咖啡室（現為Passion餐廳）。於吳家瑋學術廊的前端設有鄧肇堅電腦廳（Barn B）。
新翼（Annex）
香港賽馬會創新科技中心（簡稱「創科中心」或「新翼/Annex」）位於教學大樓的東南方、鄰近鄭裕彤樓。新翼內設有不同的課室和講堂，有較新的設計。由吳家瑋學術廊前往，可於張安德講堂旁乘扶手電梯即可抵達。由鄭裕彤樓前往，則可行經UG層的行人天橋、或由G層前往創科中心的二樓。香港賽馬會創新科技中心內設有7部升降機，可乘搭27-33號升降機前往各層。
實驗室樓（LAB）
學術大樓中的兩棟實驗室大樓之一，位於吳家瑋學術廊旁。由吳家瑋學術廊前往，可從林護演講廳（LT-B）至張安德講堂（LT-E）後方進入，並乘搭19-21號升降機前往各層。三樓以上主要為理學院的實驗室。實驗室樓暫時並未有因為慈善家的捐贈而命名。

#### 李兆基圖書館（LSK Library）

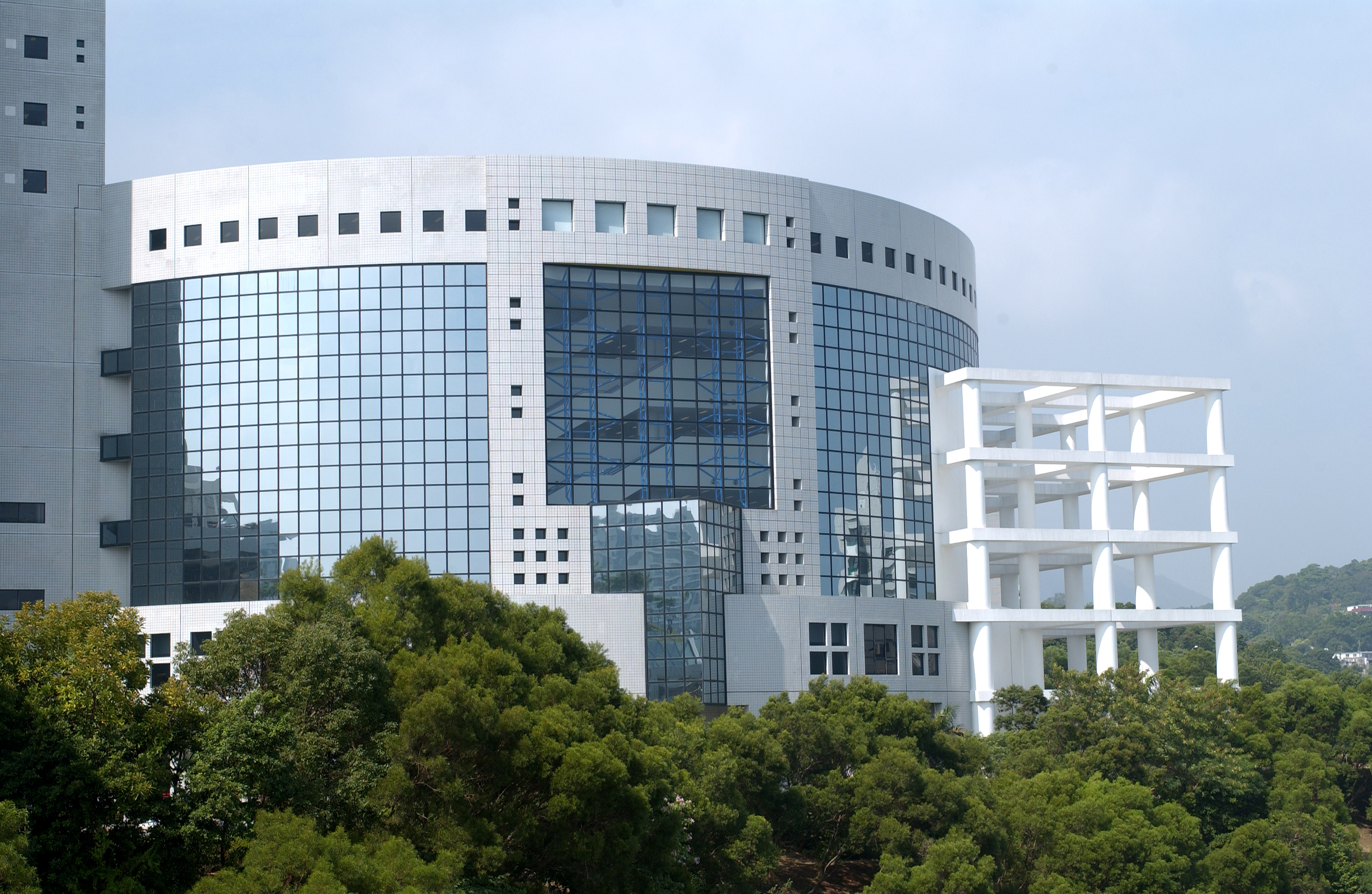
李兆基圖書館

李兆基圖書館位於香港賽馬會大堂旁，樓高5層，總樓面面積10,550平方米，館藏約77萬冊，設有2,000個座位供學生、教職員及公眾使用。為配合334新學制，圖書館曾進行擴建工程、向北面擴展，擴建部分已於2011年落成啟用。以往科大圖書館對非科大師生的參觀者有一定程度的開放，如在非考試時間容許參觀者內進，但亦有一定程度的限制。不過由2016年5月9日開始，圖書館只限6月至8月，以及1月對非科大師生開放。使用者需持有科技大學相關證件方可進入。李兆基圖書館的館藏以美國國會圖書館圖書分類法（Library of Congress Classification）分類，現時為不少歐美大學圖書館所採用。

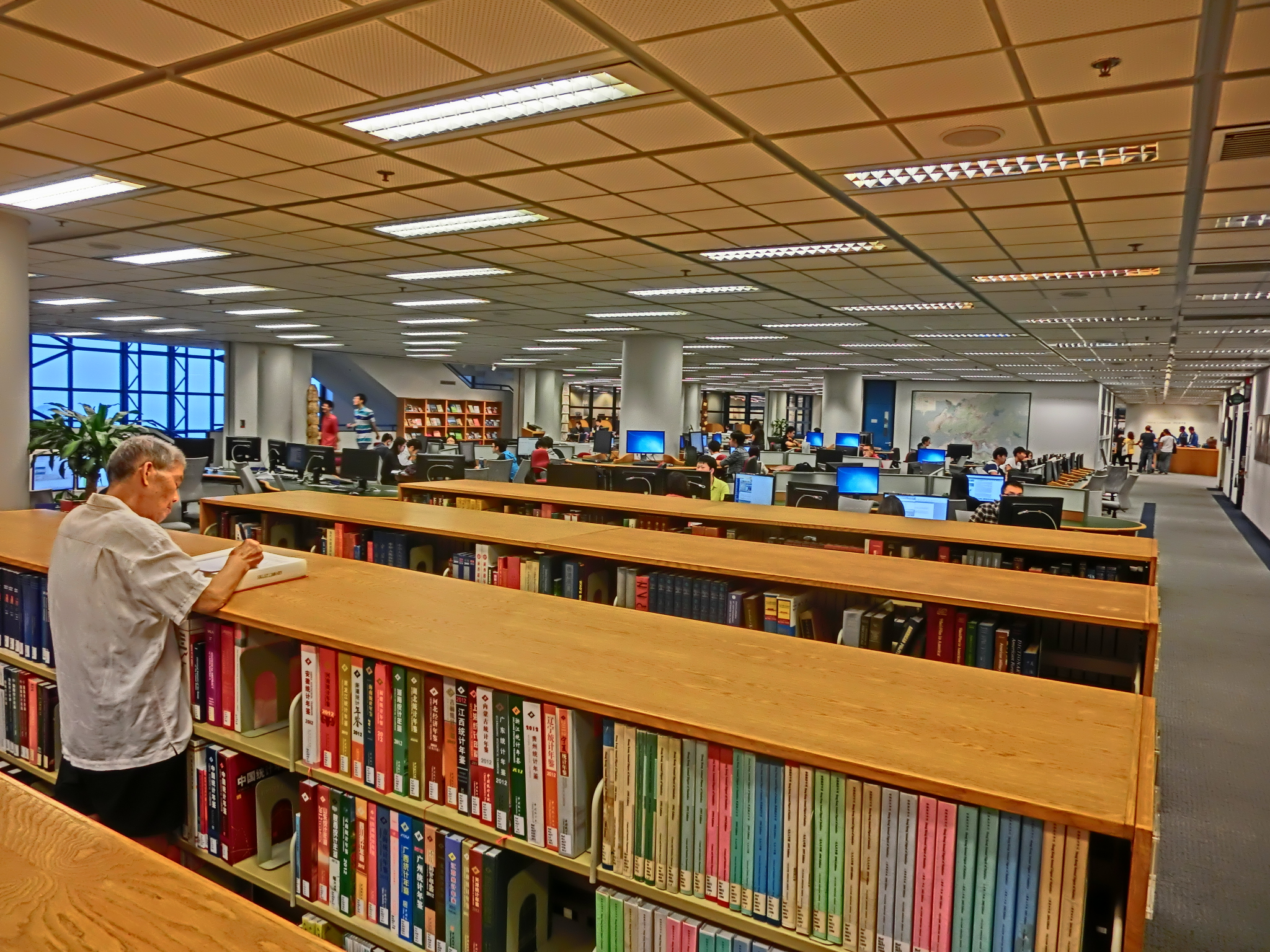
李兆基圖書館藏書
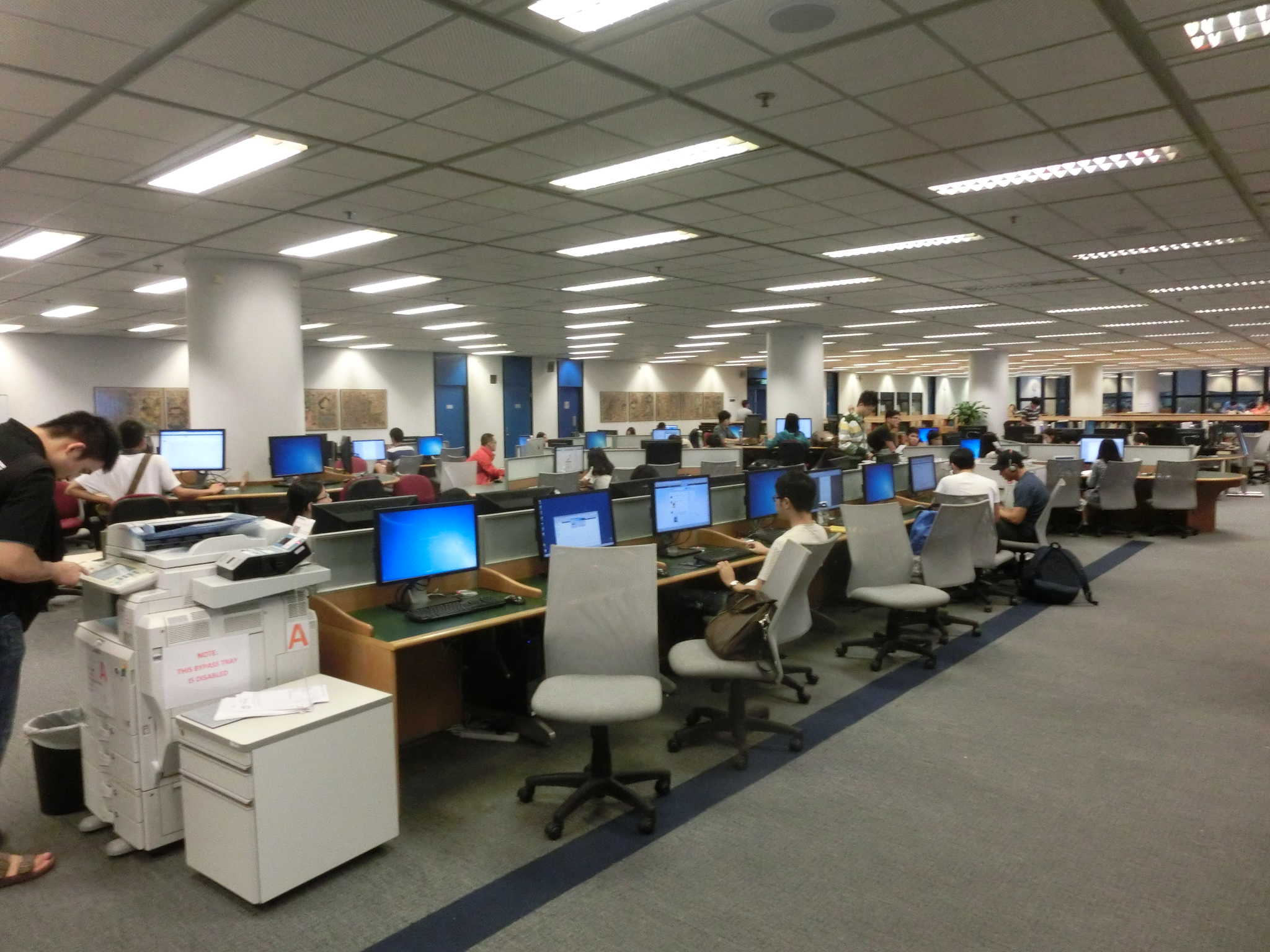
李兆基圖書館的公共電腦

#### 鄭裕彤樓（CYT）
內有8層，為大學內一個用作上課及進行科研的地方。鄭裕彤樓內主要為科研實驗室。鄭裕彤樓現址原劃作學術大樓於90年代第三期擴展的用地，但由於缺乏資金，故計畫擱置。後來由於科技大學轉為4年新學制，故計畫重啟建成鄭裕彤樓。

#### 逸夫演藝中心（SHAW）
逸夫演藝中心於2021年第三季完工，在2021年11月17日正式啓用。大禮堂為科大的新地標、可成為大型活動的場地，如畢業典禮。逸夫演藝中心樓高三層、可容納達1,300名觀眾、位於科大清水灣校園的南門入口附近。逸夫演藝中心的前身為臨時停車場和網球場，此停車場於2019年5月30日起永久關閉。

### 李兆基校園

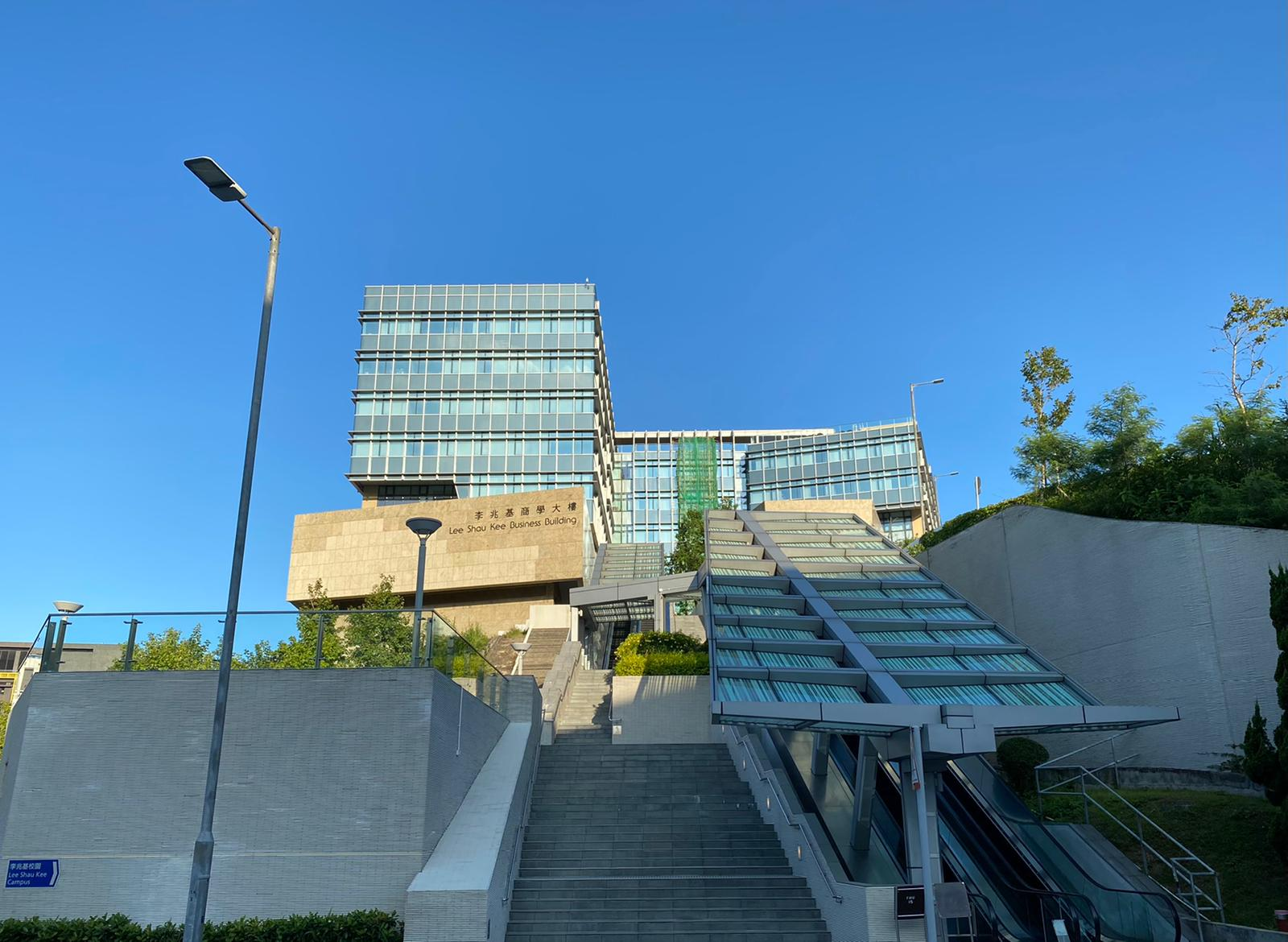
香港科技大學李兆基校園，2021年7月14日。

李兆基樓全稱李兆基商學大樓，位於李兆基校園內，主要供工商管理學院使用，是科大在舊電視城古裝街範圍內首幢落成的建築物。李兆基商學大樓於2013年落成啟用，位處科大校園最高點，佔地約10公頃。李兆基商學大樓內設有可容納200人的黃則翠演講廳及約200個課室。大樓內亦設有大量研討室、會議室、雙層學生自修廊（李嘉倫學生啟導中心）等。

#### 盧家驄樓（IAS）
盧家驄樓全稱盧家驄薈萃樓，位於李兆基校園內，位於李兆基商學大樓東面，主要供賽馬會高等研究院使用。盧家驄薈萃樓內設有高研院演講廳多個課室，以作教學用途之用。由於盧家驄薈萃樓位置偏遠，故人流甚少、亦受到部分學生批評。

### 未來南面建築

#### 李家誠創科大樓（MKSL）
李家誠創科大樓為興建中的新大樓，位近大學清水灣校園的南面入口，為科學和工程的不同範疇提供急需的額外設施，以進一步推動科研、業界合作和技術轉移活動，預計將於2025年第四季度竣工。

## 學生組織
香港科技大學學生會（英語：The Hong Kong University of Science and Technology Students' Union）是獲科大校方認可的學生會組織，於1992年正式成立。科大學生會以「推廣會員間社交、文化、體育及學術活動」、「培養會員公民意識」、「促進會員福利」、「於影響會員利益之事務上代表會員」及「協助大學發展」為其宗旨，設實行權力分立的四大中央架構，分別為「幹事會」（「執委會」，The Executive Committee，簡稱ExCo）、「評議會」（The Council）、「仲裁委員會」（The Court）及「編輯委員會」（The Editorial Board，簡稱EB），分掌該會的行政、立法、司法及傳媒監察權。學生會下設不同屬會，由評議會負責統籌，目前已有六類、總計超過100個學會。科大學生會在2013年4月1日正式加入香港專上學生聯會（學聯），是最後一間加入學聯的本地大學學生會。

## 校園其他設施
大學設有書店、學生會合作社、便利店（7-Eleven）、超級市場（fusion）、銀行（中國銀行及恆生銀行）、髮型屋、暗房、速食店（麦当劳）及燒烤場等。

### 體育設施
香港科技大學有各種室內外體育設施供學生、校友及教職員免費使用。

#### 何善衡體育館（S.H.Ho）
設有一個多功能室內何善衡體育館（S H Ho Sports Hall），可以進行多種體育活動，例如羽毛球、籃球、手球、排球等。此外大學亦設有壁球場、乒乓球室、攀石牆、健身房及25米暖水游泳池。

#### 曾肇添體育中心（TST）
曾肇添體育中心為科技大學新建之室內體育中心，位於海邊。

#### 霍英東體育中心（FYT，Fok Ying Tung Sports Center）
霍英東體育中心為科技大學海旁的體育中心，設有一個標準的人工草地足球場及長400米的八線全天候跑道、田徑運動設施及看台。它供科大學生、職員及校友使用，亦用作舉辦聯校、聯會等運動比賽的场所。
其他設施
大學亦設有室外硬地網球場、50米標準室外及室內游泳池、籃球場及小型足球場。水上活動中心一期亦於2015年尾開始興建。

### 飯堂
大學內有多間餐廳營業，為學生及教職員提供膳食服務：
學術大樓（ACAD）
LG7
- LG 7 Kitchen 1（泛亞飲食，由大家樂集團營運）
- LG 7 Kitchen 2 and Kiosk（金飯碗 Gold Rice Bowl Delicious Food，俗稱「金兜」）
- LG 7 Kitchen 3 （譚仔三哥）
- LG 7 Kitchen 4（Oliver Super Sandwiches，由大家樂集團營運）

LG5
- 麥當勞（科大是現時香港各大專院校中，唯一一所設有大型連鎖美式快餐店之大學）

LG1
- LG 1 Can.teen II、Baguettes II（由美心集團營運）

G/F
- 星巴克 （由美心集團營運）
- 南北小廚（中餐館，由美心集團營運）

1/F
- 學術廊 Passion（西餐廳，店鋪前身為美國三文治公司）
- Hungry Korean
- American Diner 美國三文治公司

鄭裕彤樓（CYT）
G/F
- Subway

逸夫演藝中心（SHAW）
G/F
- 鴻福堂 HFT Life

李兆基商學大樓（LSK）
- 李兆基商學大樓餐廳 Diners@LSKBB（由美心集團營運）
- 李兆基商學大樓Pacific Coffee（由華潤創業營運）
- 李兆基商學大樓Ebeneezer's Kebabs & Pizzeria

李達三葉耀珍伉儷李本俊會議大樓（C.Lodge）
- UniQue（設於李兆基校園的Conference Lodge）

其他
- Seafront Cafeteria（設於學生宿舍第六座地下，於傍晚6時至翌日凌晨2時向學生提供膳食服務）
- University Centre Bistro & Uni-Bar（在盧家驄大學中心）

## 爭議事件

### 疑與學業有關的企圖自殺
科大校園的學習氣氛濃厚，但同時也以課業壓力著稱，因學校簡稱「UST」，學生都以或「University of Suicide and Tears／Tragedy」來自嘲。創校至今，已發生多宗疑與學業有關的企圖自殺事件。蘋果日報在2006年發現，科大近年平均每半年即有一學生自殺死亡；而2012年下半年更有三名科大學生不堪學業壓力自殺。於2018年，一名博士生在學位頒授典禮進行期間，在圖書館對出的觀景臺一躍而下到LG7食堂外的草叢，一聲巨響之下被人發現報警，並確定當場死亡。 於2021年12月，正值秋季學期期末考試時，一名工學院本科一年級生因不堪學業壓力，在校園内的停車場大樓一躍而下，當場死亡。  時任科大校長朱經武在2006年畢業禮致辭時，以「生命尚存、就有希望」寄語同學，提醒年輕人「世上沒有解決不了的問題，亦沒有比生命更重要的東西」。

### 學生周梓樂死亡引發學生破壞校長宿舍及校園商舖
2019年11月4日凌晨將軍澳發生警民衝突，學生周梓樂墮樓重創，周被發現後，義務急救員即時召喚救護車，但有目擊者指救護車懷疑遭警車阻擋。另一輛救護車則被巴士和私家車等兩度阻擋並須繞路，該車上救護員下車徒步前往拯救，並在接報後近20分鐘才將周抬上救護車，周梓樂最終延至11月8日上午8時在伊利沙伯醫院傷重死亡。下午時分，近千名香港科技大學學生遊行至校長宿舍，要求香港科技大學校長史維譴責警暴，期間破壞校長宿舍，包括塗鴉、打破玻璃、撒溪錢和毀壞門鎖。有學生代表則呼籲同學停止破壞，指香港科技大學校長不在宿舍內，且校長並非殺人兇手，希望不要嚇怕校長家人。之後，學生破壞校園內美心集團旗下的連鎖咖啡店星巴克，打破雪櫃玻璃、餐具，拆毀閉路電視後，推倒桌椅，擾攘約10分鐘後離去；一行人接著前往校園內美心集團旗下的學生餐廳破壞；學生及後到校園內的中國銀行分行破壞，學生在外架起傘陣，以壁報板作屏障，在中銀門上噴字，並以消防喉灌水。破坏事件引发内地生“逃离”校园。校長史維稱有片段顯示警車曾經阻礙搶救周梓樂的救護車，要求當局對事件進行「徹底和獨立」的調查，如無滿意解釋「會很憤怒」。
2020年5月8日，科大學生會舉行周梓樂逝世半周年音樂會；校方在當天突然發出電郵禁止學生舉行集會，並引述限聚令條款指出聚會違法，校方亦聲稱會向執法部門舉報學生，並將會對涉事學生作出處分。

## 外部連結
- 官方网站

22°20′15″N 114°15′47″E / 22.337464°N 114.262973°E